# Broadway Baby
Broadway Baby è una canzone del musical del 1971 “Follies”  di Stephen Sondheim. La canzone è una della più famose del musical ed è diventata un vero e proprio inno del Broadway theatre.

## Interpreti principali
- Ethel Shutta, interprete originale a Broadway.
- Elaine Stritch, nel concerto del 1985.
- Maria Charles, interprete originale a Londra nel 1987.
- Thelma Lee, Michigan Opera Theatre, 1988.
- Kaye Ballard, Paper Mill Playhouse, 1995.
- Judi Dench, nel concerto “Hey, Mr Producer!” del 1999
- Bernadette Peters, Carnegie Hall Concert, 1999.
- Joan Savage, Londra 2002.
- Lucine Amara, New York City Center Encores!, 2007.
- Imelda Staunton, London Palladium, 2007
- Elaine Paige, nel suo concerto per i quarant'anni di carriera, 2010.
- Linda Lavin, Kennedy Center, 2011.
- Jayne Houdyshell, Broadway, 2011.
- Liza Minnelli e Frank Sinatra, nell'album live “The Judy Garland's Experience”.
- Patti LuPone, in una puntata della serie televisiva “Una famiglia come le altre”.
- Caroline O’Connor, nel concerto per gli ottant'anni di Stephen Sondheim
- Lorna Luft, Royal Albert Hall, 2015
- Tracie Bennett, Londra, 2015
- Di Botcher, Londra, 2017